# Riccardo Pederzini
Riccardo Pederzini (Bologna, 30 dicembre 1989) è un cestista italiano.